# 鳥取三津子
鳥取三津子（日语：／ Tottori Mitsuko，1964年12月31日—），出生於福岡縣久留米市。是一名日本企業經營者，曾任空中乘務員。 2024年4月，被任命為日本航空（JAL）第14任代表董事 。

## 學經歷
高中就讀於福岡縣立傳習館高等學校，大學就讀活水女子短期大學英文專科。 1985年，加入東亞國內航空（TDA，後來的JAS-日本佳速航空）擔任空姐。同年8月發生了日本史上第二大的空難－御巢鷹山空難，讓剛開始進行乘務的鳥取深深受到衝擊，時到今日「依然懷抱強烈責任感，要把安全運航重要性，傳承給下一個世代」。
2019年，擔任客艙安全推進部長。2020年，擔任執行董事客艙本部長。2023年4月，擔任專務執行董事、客戶體驗本部長、品牌溝通負責人。此外也擔任日本航空（JAL）的代表取締役專務執行董事至2024年3月為止。 
2024年4月，被任命為日航代表董事兼首席执行官（CEO）。鳥取的業務任命創下了首次由讓女性、專科畢業生、以及前日本航空（及日本佳速航空）的空服人員任日航代表董事  的紀錄。

## 人際關係
訪談中曾表示：「因為想早點出社會工作，所以選擇了專科來進行研讀。也因為課業嚴格，又參加了排球部，所以幾乎沒有時間玩耍。但透過社團活動讓她學會了工作所需的準備和持續力。」，個性冷靜沉穩、在面對困難的時會毅然地站出來面對與解決，但平時就像個大姊姊一樣相當照顧周圍的人。
擔任西日本分公司社長（執行董事）的宮坂久美子，以及在社長直屬下負責運營管理的總責任人（任務總監）香取美映子，兩位也是短期大學的同學 。

## 附註
1. ↑  「あねご肌」の元CA、顧客目線を徹底　日航次期社長に決まった鳥取三津子さん　福岡・久留米市出身 西日本新聞me、2024年1月18日
2. ↑  . 長崎新聞. 2023-09-16  [2024-01-17]. （原始内容存档于2024-01-17）.
3. ↑  TBSテレビ. . TBS NEWS DIG. 2024-01-17  [2024-01-18]. （原始内容存档于2024-01-18）.
4. ↑  婉昀. . 女人迷 Womany. 2024-01-31  [2024-06-22]. （原始内容存档于2024-06-22） （中文（臺灣））.
5. ↑  樂羽嘉. . 天下雜誌. 2024-01-08  [2024-06-22]. （原始内容存档于2024-06-22） （日语）.
6. 1 2  . 長崎新聞. 2023-09-16  [2024-01-17]. （原始内容存档于2024-07-06）.
7. ↑  INC, SANKEI DIGITAL. . 産経ニュース. 2024-01-17  [2024-01-17]. （原始内容存档于2024-01-29） （日语）.
8. ↑  . テレビ朝日. 2024-01-18  [2024-01-18]. （原始内容存档于2024-01-19）.
9. ↑  . スポーツニッポン. 2024-01-18  [2024-01-18]. （原始内容存档于2024-12-17）.
10. ↑  林欣蓉. . 數位時代 BusinessNext. 2024-01-31  [2024-06-22]. （原始内容存档于2024-04-29）.

## 相关项目
- 大川纯子（日语：大川纯子） - 日本航空第一位女性代表董事兼高級執行官
- 瀧田あゆち（日语：瀧田あゆち） - 日本航空首位女性高階主管